# Национальная библиотека (станция метро)
«Национальная библиотека» (кит. упр. 国家图书馆, пиньинь Guójiā Túshūguǎn Zhàn) — совмещённая пересадочная станция линий 4 и 9 Пекинского метрополитена. Для линии 4 расположена между станциями «Вэйгунцунь» и «Пекинский зоопарк», для линии 9 — перед станцией «Байшицяонань». Станция построена как кросс-платформенная пересадка между ними.
Находится рядом с Национальной библиотекой в районе Хайдянь.
На станции установлены платформенные раздвижные двери.